# 페니토인
페니토인(Phenytoin, PHT, 상표명: Dilantin 등)은 항경련제이다. 강직간대발작, 부분 발작의 예방에 유용하지만 소발작(실신발작)에 유용하지는 않다. 벤조디아제핀으로 개선되지 않는 간질 지속증의 경우 정맥 주사 형태가 사용된다. 특정 부정맥이나 신경성 동통에도 사용할 수 있다. 정맥 주사 또는 구강으로 복용할 수 있다. 정맥 주사 형태를 사용하면 보통 30분 내에 동작하며 24시간 동안 효력이 있다. 적절한 복용량을 결정하기 위해 혈액 수준을 측정할 수 있다.
일반적인 부작용에는 메스꺼움, 복통, 식욕 부진, 조정 능력 저하, 다모증, 잇몸 확장이 포함된다. 잠재적으로 심각한 부작용으로는 졸림, 자해, 간 질환, 골수 억제, 저혈압, 독성표피괴사용해가 포함된다. 임신 중에 사용하면 태아에 기형을 초래하는 증거가 있다. 모유 수유 중에 사용하는 것은 안전한 것으로 간주된다. 주류는 약물의 효과를 간섭할 수 있다.
페니토인은 1908년 독일의 화학자 하인리히 블리츠에 의해 처음 개발되었으며 1936년 발작에 대한 유용성이 발견되었다. 의료제도에 필수적인 가장 효과적이고 안전한 의약품 목록인 WHO 필수 의약품 목록에 등재되어 있다. 페니토인은 제네릭 의약품으로 구매할 수 있으며 그렇게 많이 비싸지는 않은 편이다. 개발도상국의 도매가는 한 도스(dose) 당 US$0.003 ~ US$0.15 사이이다. 1개월 치료 기준으로 미국에서 약 US$30에 달한다. 2016년, 미국에서 200만 건 이상의 처방과 더불어 201번째로 많이 처방을 받는 약물이었다.

## 사회

### 상표명
페니토인은 전 세계에서 수많은 상표명으로 마케팅되고 있다.